# Prilepy (rejon chomutowski)
Prilepy (ros. Прилепы) – wieś (ros. село, trb. sieło) w zachodniej Rosji, w sielsowiecie salnowskim rejonu chomutowskiego w obwodzie kurskim.

## Geografia
Miejscowość położona jest w pobliżu rzeki Niemioda, 8 km od centrum administracyjnego sielsowietu salnowskiego (Salnoje), 13 km od centrum administracyjnego rejonu (Chomutowka), 122 km od Kurska. Przez wieś przechodzi szosa Kijewska.
W granicach miejscowości znajdują się ulice: zaułek Bugristij, zaułek Parkowyj, Centralnaja, Szkolnaja, Nowaja.

## Historia
Pierwszymi mieszkańcami wsi byli chłopi z wołostu Komarickiego, którzy uciekali przed prześladowaniami cara Szujskiego. Osiedlili się tuż przy rzece, jak „przylepieni” – stąd nazwa.
W 1817 roku właścicielka ziemska z Kurska Olga Konstantinowna Briskorn kupiła od rodu Bironów m.in. miejscowości: Prilepy, Obży, Dubowica, Klewień. Ich mieszkańcy stali się niewolniczą siłą roboczą otworzonej rok później fabryki tkanin. W 1822 pracowało tam 379 osób, w tym 90 dzieci (powyżej 7 lat). W tymże roku wybudowano jednokondygnacyjną cerkiew (jako symbol samotności – właścicielką była wdowa), założono park, wykopano staw. Słabe wyniki finansowe fabryki spowodowały jej zamknięcie w roku 1850. W jej murach zaczęła działać gorzelnia.
W 1821 w Prilepach hrabia Rusiecki wybudował na cześć swojego zięcia cukrownię Tiszyńskij, a latem wybudowano kamienną cerkiew. W 1861 roku w jej piwnicy zawieszono na łańcuchach drewniano-żeliwną trumnę z ciałem Briskorna.
9 stycznia 1929 roku zaczął działać kołchoz, a w latach 1938-1939 – Stacja Maszynowo-Traktorowa.
W czasie II wojny światowej zginęło 76 mieszkańców wsi, w tym 9 dzieci na polach minowych.
Do czasu reformy administracyjnej w roku 2010 Prilepy były centrum administracyjnym sielsowietu prilepowskiego, który w tymże roku został włączony w sielsowiet salnowski.

## Demografia
W 2010 r. miejscowość zamieszkiwało 210 osób.

## Osobliwości
- Uroczysko „Obży” – 499 hektarów około stuletniego naturalnego lasu sosnowego[6]